# Kija (affluente dell'Ussuri)
La Kija (in russo Кия́?) è un fiume della Russia estremo-orientale (Territorio di Chabarovsk), affluente di destra dell'Ussuri (bacino idrografico dell'Amur).

## Geografia
La lunghezza del fiume è di 173 km, l'area del bacino è di 1 290 km². Sfocia nell'Ussuri a 32 km dalla foce vicino al villaggio di Černjaevo. In estate le alluvioni sono frequenti, causate da piogge intense di lunga durata. Durante anni di grandi inondazioni, le acque del fiume Kija si fondono con quelle del fiume Chor che straripa. Il congelamento del fiume avviene all'inizio di dicembre e dura in media 135-150 giorni.